# Malmö Idrottsplats
Il Malmö Idrottsplats, comunemente abbreviato in Malmö IP, è un impianto sportivo situato a Malmö, in Svezia.
Oggi ospita principalmente le partite interne della squadra femminile dell'FC Rosengård, vincitrice di numerosi trofei nazionali. Tuttavia, in passato, vi hanno giocato stabilmente sia la sezione maschile del Malmö FF (dal 1910 al 1958 e nella singola annata 1999) che quella dell'IFK Malmö (nei periodi 1903-1958 e 1999-2008). Occasionalmente, il Malmö FF vi disputa qualche partita di Coppa di Svezia.

## Storia
L'impianto è stato costruito tra il marzo e il luglio dell'anno 1896. All'epoca, Malmö si stava trasformando da città mercantile a città industriale, e l'interesse per lo sport era in aumento.
Originariamente era una struttura multiuso, costruita anche per ospitare eventi di ciclismo, ginnastica, lotta, atletica leggera e tennis.
Dopo aver ricoperto il ruolo di principale centro sportivo cittadino per 62 anni, nel 1958 è stato inaugurato il Malmö Stadion, designato ad ospitare quattro partite del Mondiali di calcio di quell'anno.
L'apertura del nuovo impianto in città ha portato le principali squadre calcistiche di Malmö a traslocare, utilizzando il Malmö IP solamente per alcuni incontri di precampionato.
Il 26 ottobre 1961, la città di Malmö ha annunciato che il Malmö IP sarebbe stato demolito per far spazio al nuovo municipio. Con l'andare del tempo il progetto non si è mai realizzato davvero, tanto che nel 1975 il comune ha annunciato una ristrutturazione dello stadio. Un secondo ammodernamento si è registrato negli anni '90 su iniziativa di Bengt Madsen, al tempo vice presidente del Malmö FF. La stessa società del Malmö FF, con il contributo dell'IFK Malmö, ha permesso lo smantellamento della pista d'atletica e la costruzione di nuove tribune, creando un impianto dedicato al calcio che è stato riaperto nell'agosto 1999. Il Malmö FF è ritornato tuttavia a giocare al Malmö Stadion quasi subito, mentre l'IFK Malmö è rimasto fino al 2008, anno in cui l'erba naturale fu sostituita con quella sintetica.
A partire dal 2006, la struttura è sede delle partite casalinghe della principale squadra femminile della città, oggi nota come FC Rosengård ma in passato nota come LdB Malmö o ancora prima come la sezione femminile del Malmö FF.